# Хуаде
41°53′36″ пн. ш. 114°00′14″ сх. д. / 41.89324° пн. ш. 114.00389° сх. д.
Хуаде (кит. 化德县, пін. Huàdé Xiàn) — один із повітів КНР у складі префектури Уланчаб, Внутрішня Монголія. Адміністративний центр — містечко Чаншунь.

## Географія
Хуаде лежить на висоті понад 1400 метрів над рівнем моря на сході префектури.

### Клімат
Повіт знаходиться у зоні, котра характеризується вологим континентальним кліматом з теплим літом. Найтепліший місяць — липень із середньою температурою 19,5 °C. Найхолодніший місяць — січень, із середньою температурою -15,1 °С.
| Клімат повіту Хуаде     | Клімат повіту Хуаде | Клімат повіту Хуаде | Клімат повіту Хуаде | Клімат повіту Хуаде | Клімат повіту Хуаде | Клімат повіту Хуаде | Клімат повіту Хуаде | Клімат повіту Хуаде | Клімат повіту Хуаде | Клімат повіту Хуаде | Клімат повіту Хуаде | Клімат повіту Хуаде | Клімат повіту Хуаде |
| Показник                | Січ.                | Лют.                | Бер.                | Квіт.               | Трав.               | Черв.               | Лип.                | Серп.               | Вер.                | Жовт.               | Лист.               | Груд.               | Рік                 |
| Середній максимум, °C   | −9                  | −4,5                | 2,5                 | 11,7                | 18,8                | 23,5                | 25,4                | 23,5                | 18,5                | 10,6                | 0,6                 | −6,9                | 9,6                 |
| Середня температура, °C | −15,1               | −11,1               | −4,2                | 4,8                 | 12,2                | 17,2                | 19,5                | 17,6                | 12                  | 4,1                 | −5,6                | −12,7               | 3,2                 |
| Середній мінімум, °C    | −19,5               | −16,1               | −9,6                | −1,2                | 5,8                 | 11,1                | 14,1                | 12,3                | 6,5                 | −1,1                | −10,4               | −17,1               | −2,1                |
| Норма опадів, мм        | 1.2                 | 1.8                 | 5.1                 | 12.6                | 29.4                | 50.3                | 85.3                | 68.3                | 36.8                | 15.6                | 3.8                 | 1.7                 | 311.9               |
| Вологість повітря, %    | 68                  | 61                  | 50                  | 39                  | 41                  | 51                  | 63                  | 65                  | 57                  | 53                  | 59                  | 66                  | 56.1                |
| ----------------------- | ------------------- | ------------------- | ------------------- | ------------------- | ------------------- | ------------------- | ------------------- | ------------------- | ------------------- | ------------------- | ------------------- | ------------------- | ------------------- |
| Джерело: data.cma.cn    |                     |                     |                     |                     |                     |                     |                     |                     |                     |                     |                     |                     |                     |